# Viva (aerolínea)
Viva, anteriormente Viva Aerobús es una aerolínea mexicana de bajo costo, propiedad del Grupo IAMSA, con base de operaciones en el Aeropuerto Internacional de Monterrey, Nuevo León, México, donde fue fundada e inició sus operaciones en el año 2006.

## Historia
Viva Aerobus fue fundada en el 2006 por Ryanair Holdings y Tony Ryan, en coalición con la firma mexicana de autobuses Inversionistas en Autopartes Mexicanos (conocida como IAMSA), en Monterrey, Nuevo León, como una aerolínea de bajo costo, siendo competencia con otras aerolíneas low-cost ya existentes en México como Volaris. Su primer vuelo, en 2006, salió de Monterrey y llegó a León, Guanajuato.
Sus rutas iniciales fueron al Aeropuerto de la Ciudad de México y destinos cercanos, iniciando con aviones Boeing 737-300.
A finales de 2013 la aerolínea hizo un pedido de 52 aeronaves Airbus A320 (40 A320neo y 12 A320ceo) y 6 adicionales arrendados. Estos últimos empezaron a llegar en 2014, mientras que los Airbus A320 nuevos llegaron en 2015.
En el 2014 la aerolínea decidió dar de baja a sus Boeing 737-300 para dejar activa solo su nueva flota de Airbus A320 nuevos. De la misma forma, para acompañar este cambio la empresa renovó su imagen y algunos servicios.
En el 2015 el director general de la empresa anunció la apertura de una nueva base de operaciones en Tijuana para el tercer trimestre de ese mismo año con las nuevas aeronaves Airbus A320.
El 10 de febrero del 2021, un Airbus A321neo matrícula XA-VBH de Viva Aerobus se convirtió en el primer avión comercial en aterrizar, rodar y despegar en el Aeropuerto Internacional Felipe Ángeles. Esto como parte de una demostración aérea en celebración del Día de la Fuerza Aérea Mexicana en su 106 aniversario.
El 28 de octubre del 2021 Viva Aerobus de México, y Viva Air de Colombia, anunciaron un nuevo acuerdo interlineal para la ruta Ciudad de México-Bogotá.
El 27 de diciembre del 2023 el indicativo oficial cambió de «AEROENLACES» a «VIVA».[cita requerida]

## Programas de responsabilidad social
Viva Aerobus lanzó en 2015 el primer Calendario Viva Aerobus, cuyas ganancias fueron donadas íntegramente a la Alianza Anticáncer Infantil, esta acción se ha repetido por 3 años de manera consecutiva.
En el 2010 se realizó una alianza con Fundación Ver Bien Para Aprender Mejor para regalar lentes a los alumnos de escuelas primarias y secundarias públicas que padezcan problemas de agudeza visual.

## Destinos

Destinos por Viva Aerobús

A través de su centro de operaciones principal en Monterrey (MTY) y seis centros secundarios en Ciudad de México (MEX), Santa Lucía (NLU), Guadalajara (GDL), Cancún (CUN), Mérida (MID) y Tijuana (TIJ). 
Ofrece servicio a 43 ciudades en México, 12 ciudades en Estados Unidos, 2 ciudades en Cuba, 1 ciudad en Costa Rica y 1 ciudad en Colombia. Otras ciudades foco son Culiacán, Los Cabos, Tuxtla Gutiérrez, Veracruz y Villahermosa.
La aerolínea opera un total 59 destinos distribuidas de la siguiente manera:
| País                      | Ciudad             | IATA              | ICAO              | Aeropuerto                                                 | Estado                            | Notas                 | Refs              |
| América del Norte         | América del Norte  | América del Norte | América del Norte | América del Norte                                          | América del Norte                 | América del Norte     | América del Norte |
| ------------------------- | ------------------ | ----------------- | ----------------- | ---------------------------------------------------------- | --------------------------------- | --------------------- | ----------------- |
| Estados Unidos            | Austin             | AUS               | KAUS              | Aeropuerto Internacional de Austin-Bergstrom               |                                   |                       |                   |
| Estados Unidos            | Chicago            | MDW               | KMDW              | Aeropuerto Internacional Midway                            | Finalizado                        |                       |                   |
| Estados Unidos            | Chicago            | ORD               | KORD              | Aeropuerto Internacional O'Hare                            |                                   |                       |                   |
| Estados Unidos            | Dallas             | DFW               | KDWF              | Aeropuerto Internacional de Dallas-Fort Worth              |                                   |                       |                   |
| Estados Unidos            | Denver             | DEN               | KDEN              | Aeropuerto Internacional de Denver                         |                                   |                       |                   |
| Estados Unidos            | Harlingen          | HRL               | KHRL              | Aeropuerto Internacional Valley                            | Finalizado                        |                       |                   |
| Estados Unidos            | Houston            | IAH               | KIAH              | Aeropuerto Intercontinental George Bush                    |                                   |                       |                   |
| Estados Unidos            | Las Vegas          | LAS               | KLAS              | Aeropuerto Internacional Harry Reid                        |                                   |                       |                   |
| Estados Unidos            | Los Ángeles        | LAX               | KLAX              | Aeropuerto Internacional de Los Ángeles                    |                                   |                       |                   |
| Estados Unidos            | Miami              | MIA               | KMIA              | Aeropuerto Internacional de Miami                          |                                   |                       | [ 13 ]            |
| Estados Unidos            | Newark             | EWR               | KEWR              | Aeropuerto Internacional Libertad de Newark                | Finalizado                        |                       |                   |
| Estados Unidos            | Nueva York         | JFK               | KJFK              | Aeropuerto Internacional John F. Kennedy                   |                                   |                       |                   |
| Estados Unidos            | Oakland            | OAK               | KOAK              | Aeropuerto de Oakland de la Bahía de San Francisco         |                                   |                       | [ 14 ]            |
| Estados Unidos            | Orlando            | MCO               | KMCO              | Aeropuerto Internacional de Orlando                        |                                   |                       | [ 14 ]            |
| Estados Unidos            | San Antonio        | SAT               | KSAT              | Aeropuerto Internacional de San Antonio                    |                                   |                       |                   |
| México                    | Acapulco           | ACA               | MMAA              | Aeropuerto Internacional de Acapulco                       |                                   |                       |                   |
| México                    | Aguascalientes     | AGU               | MMAS              | Aeropuerto Internacional de Aguascalientes                 | Finalizado                        |                       |                   |
| México                    | Campeche           | CPE               | MMCP              | Aeropuerto Internacional Ing. Alberto Acuña Ongay          | Finalizado                        |                       |                   |
| México                    | Cancún             | CUN               | MMUN              | Aeropuerto Internacional de Cancún                         |                                   | Centro de operaciones |                   |
| México                    | Chetumal           | CTM               | MMCM              | Aeropuerto Internacional de Chetumal                       |                                   |                       |                   |
| México                    | Chihuahua          | CUU               | MMCU              | Aeropuerto Internacional General Roberto Fierro Villalobos |                                   |                       |                   |
| México                    | Ciudad de México   | MEX               | MMMX              | Aeropuerto Internacional de la Ciudad de México            |                                   | Centro de operaciones |                   |
| México                    | Ciudad de México   | NLU               | MMSM              | Aeropuerto Internacional Felipe Ángeles                    |                                   | Centro de operaciones |                   |
| México                    | Ciudad del Carmen  | CME               | MMCE              | Aeropuerto Internacional de Ciudad del Carmen              | Finalizado                        |                       |                   |
| México                    | Ciudad Juárez      | CJS               | MMCS              | Aeropuerto Internacional Abraham González                  |                                   |                       |                   |
| México                    | Ciudad Obregón     | CEN               | MMCN              | Aeropuerto Internacional de Ciudad Obregón                 |                                   |                       |                   |
| México                    | Cozumel            | CZM               | MMCZ              | Aeropuerto Internacional de Cozumel                        |                                   |                       |                   |
| México                    | Cuernavaca         | CVJ               | MMCB              | Aeropuerto Internacional General Mariano Matamoros         | Finalizado                        |                       |                   |
| México                    | Culiacán           | CUL               | MMCL              | Aeropuerto Internacional Federal de Culiacán               |                                   |                       |                   |
| México                    | Durango            | DGO               | MMDO              | Aeropuerto Internacional de Durango                        |                                   |                       |                   |
| México                    | Guadalajara        | GDL               | MMGL              | Aeropuerto Internacional de Guadalajara                    |                                   | Centro de operaciones |                   |
| México                    | Hermosillo         | HMO               | MMHO              | Aeropuerto Internacional General Ignacio Pesqueira García  |                                   |                       |                   |
| México                    | Huatulco           | HUX               | MMBT              | Aeropuerto Internacional de Bahías de Huatulco             |                                   |                       |                   |
| México                    | Ixtapa Zihuatanejo | ZIH               | MMZH              | Aeropuerto Internacional de Ixtapa-Zihuatanejo             |                                   |                       |                   |
| México                    | La Paz             | LAP               | MMLP              | Aeropuerto Internacional de La Paz                         |                                   |                       |                   |
| México                    | León/El Bajío      | BJX               | MMLO              | Aeropuerto Internacional del Bajío                         |                                   |                       |                   |
| México                    | Los Mochis         | LMM               | MMLM              | Aeropuerto Internacional Federal del Valle del Fuerte      |                                   |                       |                   |
| México                    | Matamoros          | MAM               | MMMA              | Aeropuerto Internacional General Servando Canales          |                                   |                       | [ 15 ]            |
| México                    | Mazatlán           | MZT               | MMMZ              | Aeropuerto Internacional General Rafael Buelna             |                                   |                       |                   |
| México                    | Mérida             | MID               | MMMD              | Aeropuerto Internacional de Mérida                         |                                   | Centro de operaciones |                   |
| México                    | Mexicali           | MXL               | MMML              | Aeropuerto Internacional General Rodolfo Sánchez Taboada   |                                   |                       |                   |
| México                    | Monterrey          | MTY               | MMMY              | Aeropuerto Internacional de Monterrey                      |                                   | Centro de operaciones |                   |
| México                    | Morelia            | MLM               | MMMM              | Aeropuerto Internacional General Francisco J. Múgica       |                                   |                       |                   |
| México                    | Nuevo Laredo       | NLD               | MMNL              | Aeropuerto Internacional Quetzalcóatl                      |                                   |                       |                   |
| México                    | Oaxaca             | OAX               | MMOX              | Aeropuerto Internacional Xoxocotlán                        |                                   |                       |                   |
| México                    | Puebla             | PBC               | MMPB              | Aeropuerto Internacional de Puebla                         |                                   |                       |                   |
| México                    | Puerto Escondido   | PXM               | MMPS              | Aeropuerto Internacional de Puerto Escondido               |                                   |                       |                   |
| México                    | Puerto Vallarta    | PVR               | MMPR              | Aeropuerto Internacional de Puerto Vallarta                |                                   |                       |                   |
| México                    | Querétaro          | QRO               | MMQT              | Aeropuerto Intercontinental de Querétaro                   |                                   |                       |                   |
| México                    | Reynosa            | REX               | MMRX              | Aeropuerto Internacional General Lucio Blanco              |                                   |                       |                   |
| México                    | Saltillo           | SLW               | MMIO              | Aeropuerto Internacional de Saltillo                       | inicia el 31 de octubre de 2025   |                       | [ 16 ]            |
| México                    | San José del Cabo  | SJD               | MMSD              | Aeropuerto Internacional de Los Cabos                      |                                   |                       |                   |
| México                    | San Luis Potosí    | SLP               | MMSP              | Aeropuerto Internacional de San Luis Potosí                | Finalizado                        |                       |                   |
| México                    | Tampico            | TAM               | MMTM              | Aeropuerto Internacional de Tampico                        |                                   |                       |                   |
| México                    | Tapachula          | TAP               | MMTP              | Aeropuerto Internacional de Tapachula                      |                                   |                       |                   |
| México                    | Tepic              | TPQ               | MMEP              | Aeropuerto Internacional Amado Nervo                       |                                   |                       | [ 17 ]            |
| México                    | Tijuana            | TIJ               | MMTJ              | Aeropuerto Internacional de Tijuana                        |                                   | Centro de operaciones |                   |
| México                    | Toluca             | TLC               | MMTO              | Aeropuerto Internacional Lic. Adolfo López Mateos          |                                   |                       |                   |
| México                    | Torreón            | TRC               | MMTC              | Aeropuerto Internacional Francisco Sarabia                 |                                   |                       |                   |
| México                    | Tulum              | TQO               | MMTL              | Aeropuerto Internacional de Tulum                          |                                   |                       |                   |
| México                    | Tuxtla Gutiérrez   | TGZ               | MMTG              | Aeropuerto Internacional de Tuxtla                         |                                   |                       |                   |
| México                    | Veracruz           | VER               | MMVR              | Aeropuerto Internacional General Heriberto Jara            |                                   |                       |                   |
| México                    | Villahermosa       | VSA               | MMVA              | Aeropuerto Internacional Carlos Rovirosa Pérez             |                                   |                       |                   |
| México                    | Zacatecas          | ZCL               | MMZC              | Aeropuerto Internacional de Zacatecas                      | Finalizado                        |                       |                   |
| Centroamérica y El Caribe |                    |                   |                   |                                                            |                                   |                       |                   |
| Costa Rica                | San José           | SJO               | MROC              | Aeropuerto Internacional Juan Santamaría                   | reinicia el 30 de octubre de 2025 |                       | [ 18 ]            |
| Cuba                      | Camagüey           | CMW               | MUCM              | Aeropuerto Internacional Ignacio Agramonte                 |                                   |                       |                   |
| Cuba                      | La Habana          | HAV               | MUHA              | Aeropuerto Internacional José Martí                        |                                   |                       |                   |
| Cuba                      | Santa Clara        | SNU               | MUSC              | Aeropuerto Internacional Abel Santamaría                   | Finalizado                        |                       |                   |
| Cuba                      | Varadero           | VRA               | MUVR              | Aeropuerto Juan Gualberto Gómez                            | Finalizado                        |                       |                   |
| Sudamérica                |                    |                   |                   |                                                            |                                   |                       |                   |
| Colombia                  | Bogotá             | BOG               | SKBO              | Aeropuerto Internacional El Dorado                         |                                   |                       |                   |
| Colombia                  | Medellín           | MDE               | SKRG              | Aeropuerto Internacional José María Córdova                | Finalizado                        |                       |                   |
| Ecuador                   | Quito              | UIO               | SEQM              | Aeropuerto Internacional Mariscal Sucre                    | Finalizado                        |                       |                   |

### Servicios de autobús[19]
- Servicio de autobús desde el Aeropuerto Internacional Abraham González en Ciudad Juárez, Chihuahua hacia el centro de El Paso, Texas, Aeropuerto Internacional de El Paso y Consulado de EUA en Ciudad Juárez.
- Servicio de autobús desde el Aeropuerto Internacional de la Ciudad de México hacia hoteles de la Ciudad de México y a Toluca, Estado de México.
- Servicio de autobús desde el Aeropuerto Internacional de Cancún hacia hoteles de la Zona hotelera de Cancún, Quintana Roo.
- Servicio de autobús desde el Aeropuerto Internacional de Bahías de Huatulco hacia diversas zonas de Bahías de Huatulco , Oaxaca.
- Servicio de autobús desde el Aeropuerto Internacional de Mérida hacia la ciudad de Mérida, Yucatán.
- Servicio de autobús desde el Aeropuerto Internacional Xoxocotlán hacia la ciudad de Oaxaca, Oaxaca.
- Servicio de autobús desde el Aeropuerto Internacional de Puerto Escondido hacia diversas zonas de Puerto Escondido, Oaxaca.
- Servicio de autobús desde el Aeropuerto Internacional Lic. Adolfo López Mateos de Toluca hacia la Terminal Observatorio de la Ciudad de México o Cuautitlán Izcalli, Estado de México.

### Acuerdos de código compartido e interlínea
Viva tiene acuerdos de código compartido e interlínea con las siguientes aerolíneas:

#### Código compartido
- Aerus
- Iberia

#### Interlínea
- Air Canada
- Avianca
- Emirates

## Flota

### Flota actual
A julio de 2025 la flota de la aerolínea se compone de las siguientes aeronaves con una antigüedad promedio de 7.9 años:
Cuando la aerolínea recién se había fundado, en sus inicios llegó a utilizar aviones Boeing 737-300 los cuales habían sido utilizados anteriormente por aerolíneas mexicanas de bajo costo tal como Avolar (hoy extinta), con tal de mejorar sus servicios a clientes y aumentar el número de asientos.
En octubre de 2013 la compañía realiza, lo que era en el momento el pedido más grande en la historia de Latinoamérica, al ordenar 52 aeronaves (40 Airbus A320neo y 12 A320ceo) por un costo de USD$5,100 millones. El 4 de octubre de 2016 se hizo entrega de la primera unidad del Airbus A320neo. Para antes de concluir el de 2016 la flota de Viva Aerobus será 100 por cierto Airbus dejando atrás los viejos Boeing 737. Y para 2021 se habrían entregado las 52 aeronaves pedidas a Airbus en 2013, teniendo así una de las flotas más grandes y modernas de América.
En octubre de 2016 se retiró el último Boeing 737-300 de la flota que llegó a tener 23 aeronaves durante los primeros 10 años de operación de la aerolínea.
En julio de 2018, Viva anunció que sumó 25 aviones A321neo a su más reciente pedido con el fabricante europeo Airbus en una operación por unos 3,500 millones de dólares. En la misma transacción la empresa, fundada en 2006, solicitó la conversión de 16 aviones A320neo a aeronaves con más asientos A321neo.
En julio de 2023, Viva anunció que sumó un pedido de 90 aviones A321neo con el fabricante europeo Airbus.

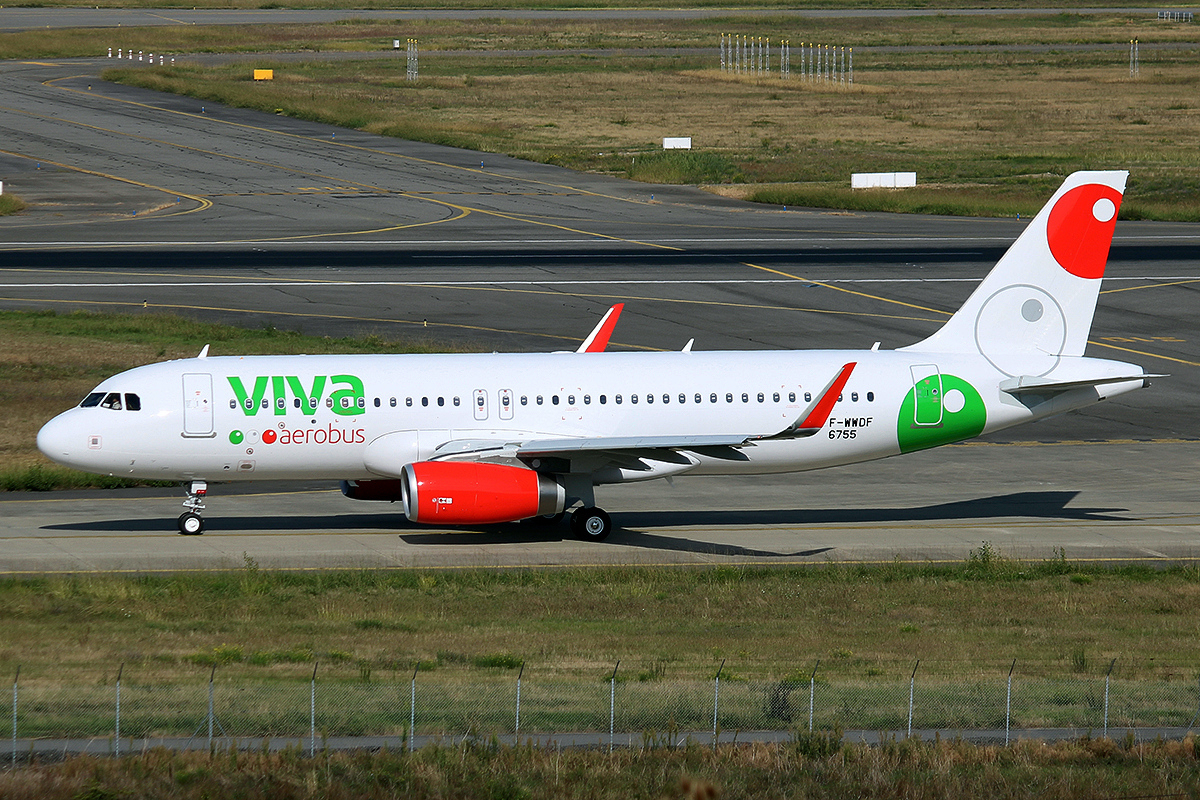
Viva Aerobus (F-WWDF) en el Aeropuerto de Toulouse-Blagnac.
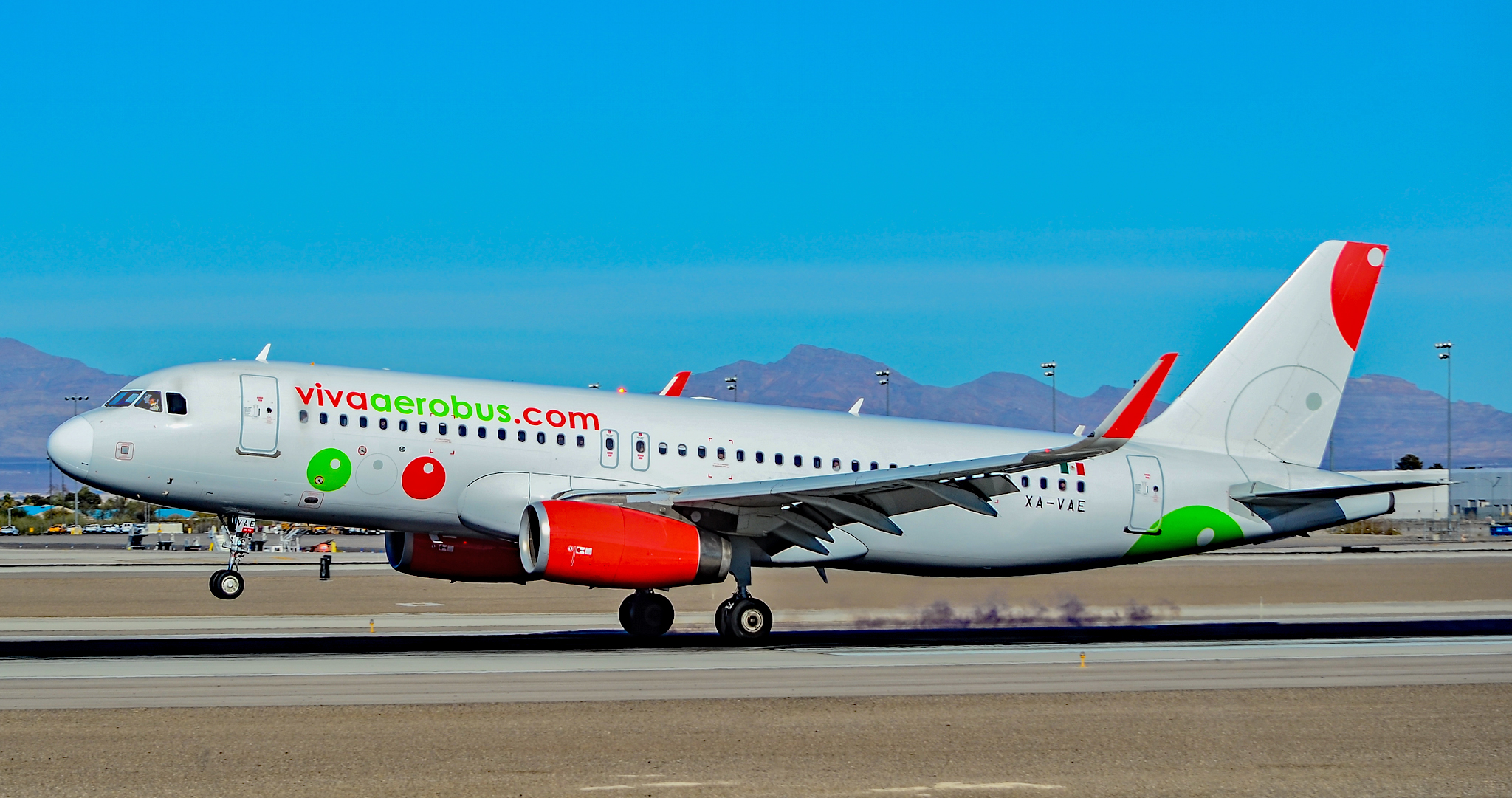
Viva Aerobus (XA-VAE) en el Aeropuerto Internacional Harry Reid.
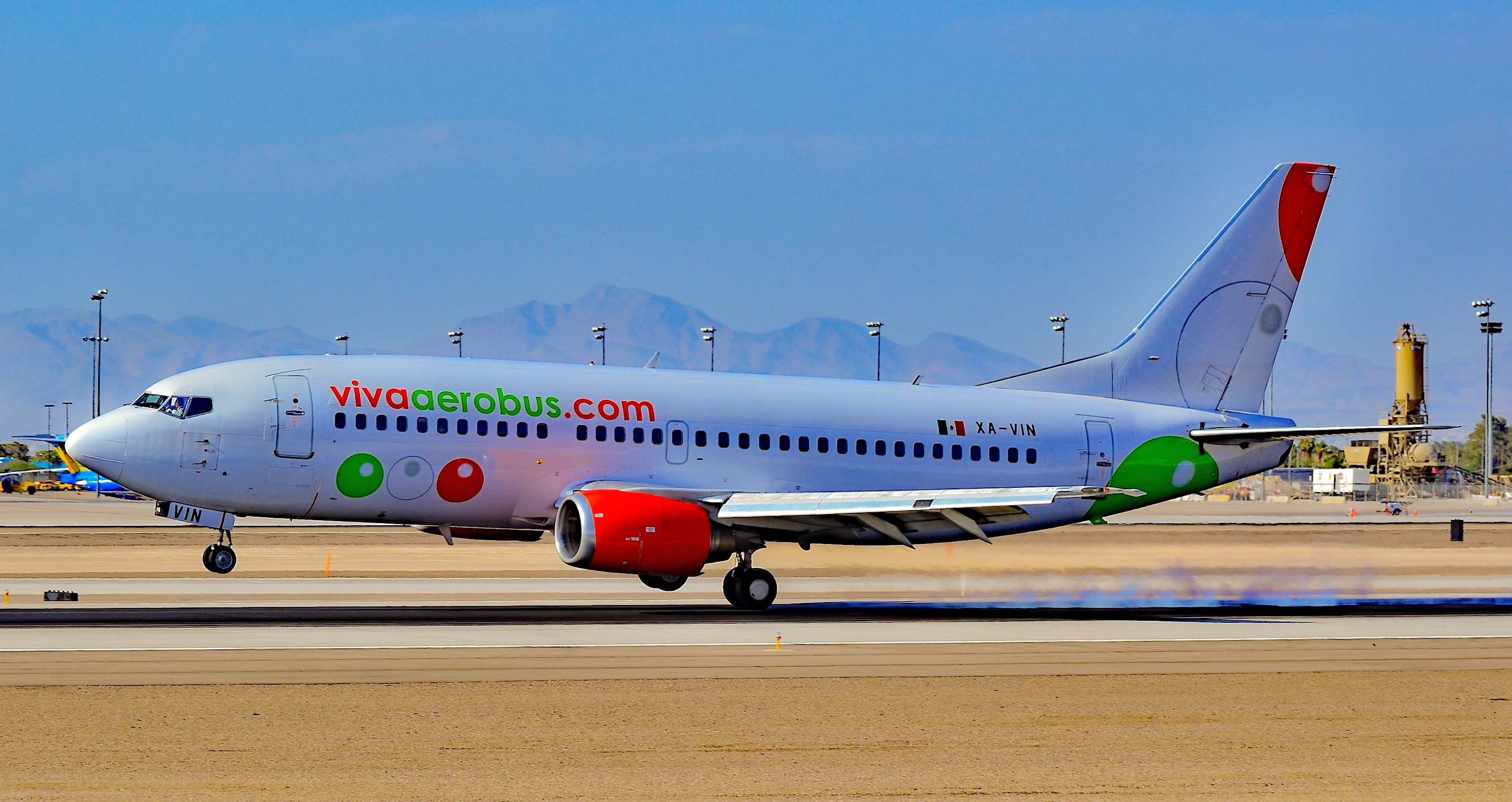
Viva Aerobus (XA-VIN) en el Aeropuerto Internacional Harry Reid.
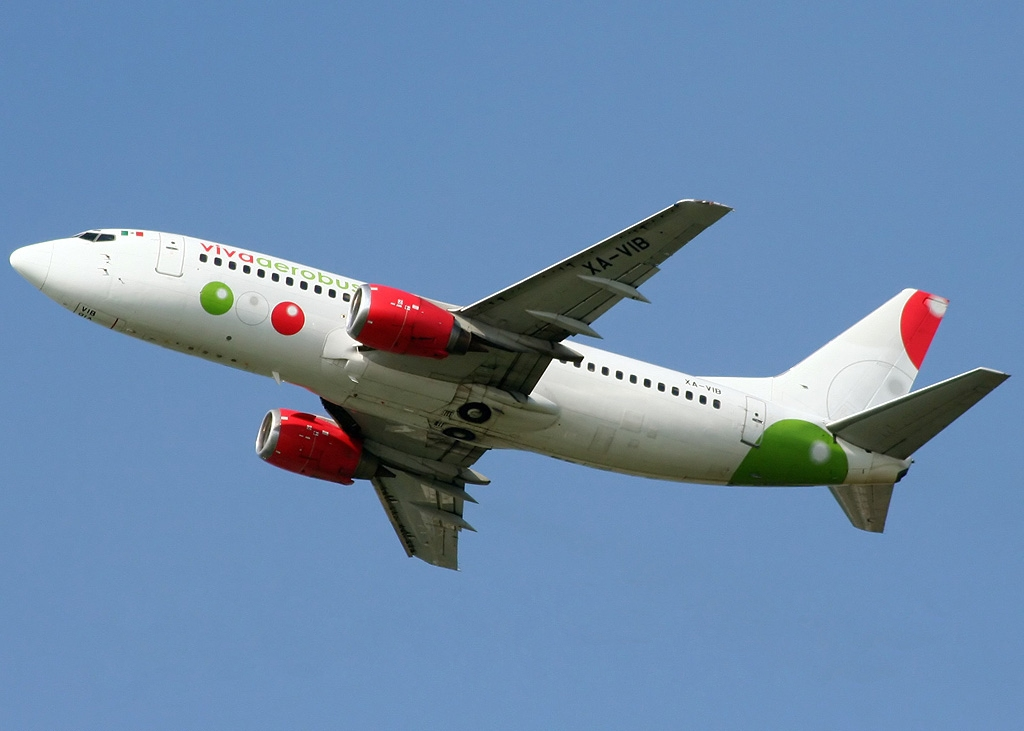
Viva Aerobus (XA-VIB) despegando del Aeropuerto Internacional de Guadalajara.
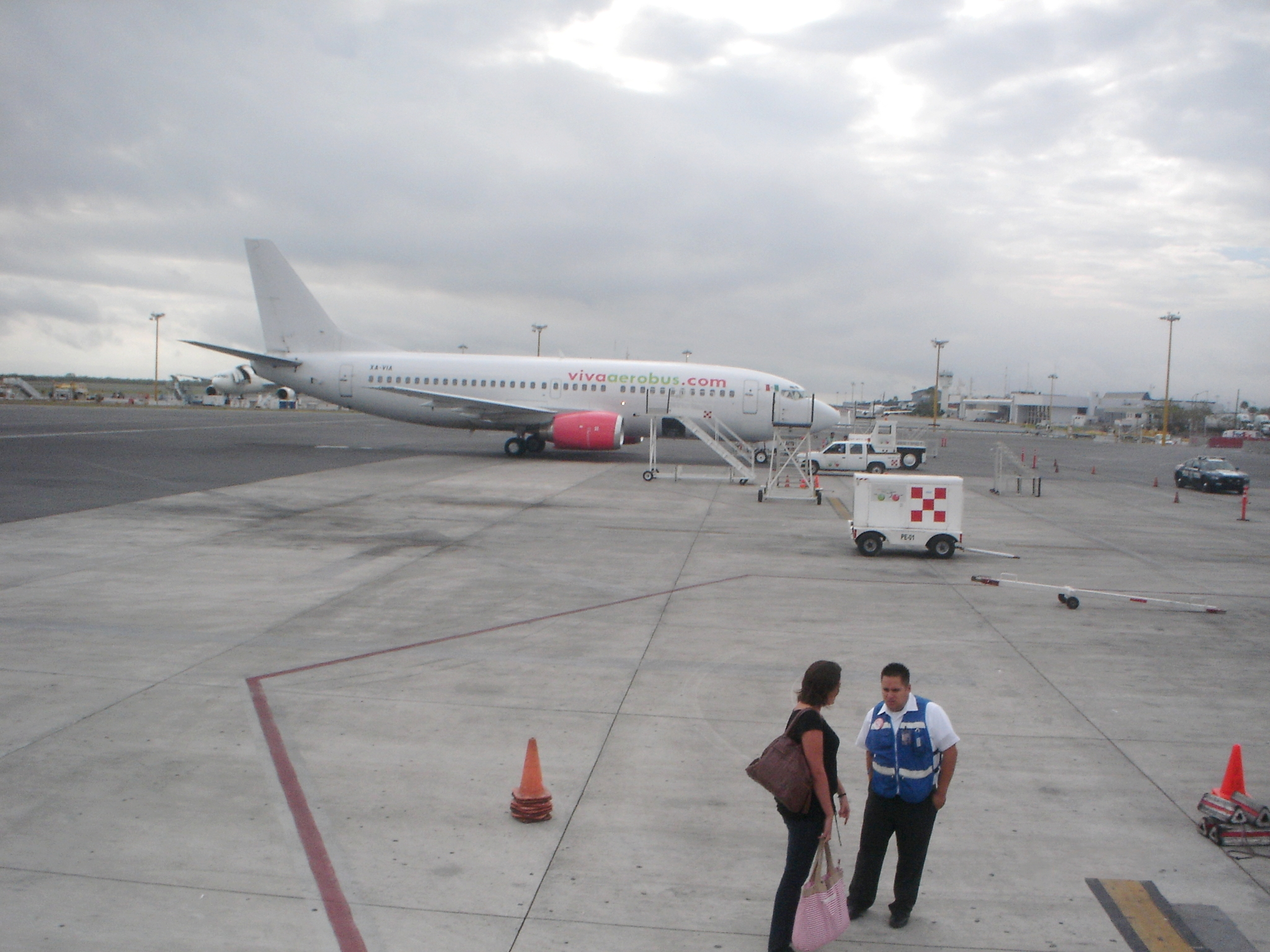
Viva Aerobus (XA-VIA) en el Aeropuerto Internacional de Monterrey.
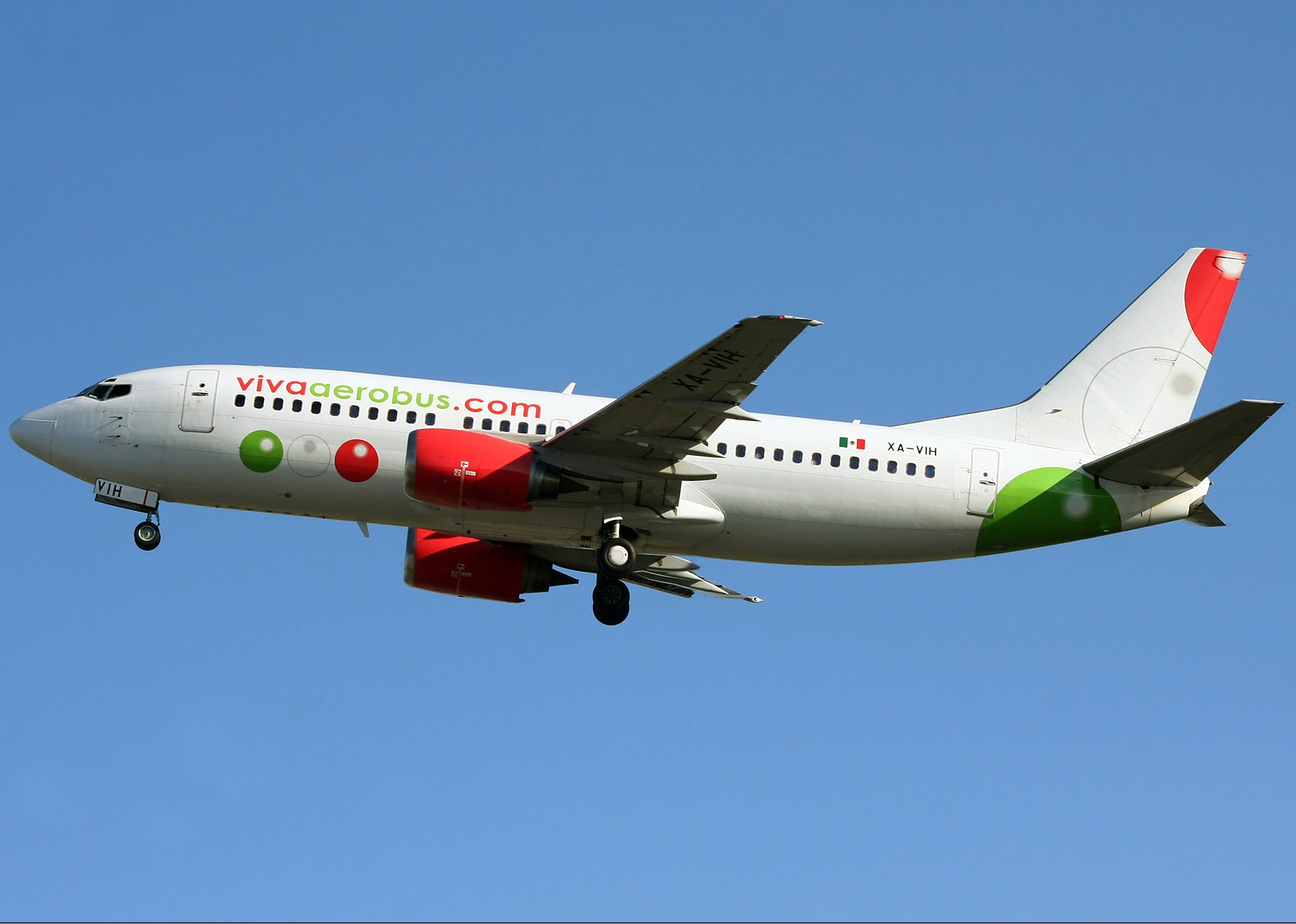
Viva Aerobus (XA-VIH) en el Aeropuerto Internacional de la Ciudad de México.
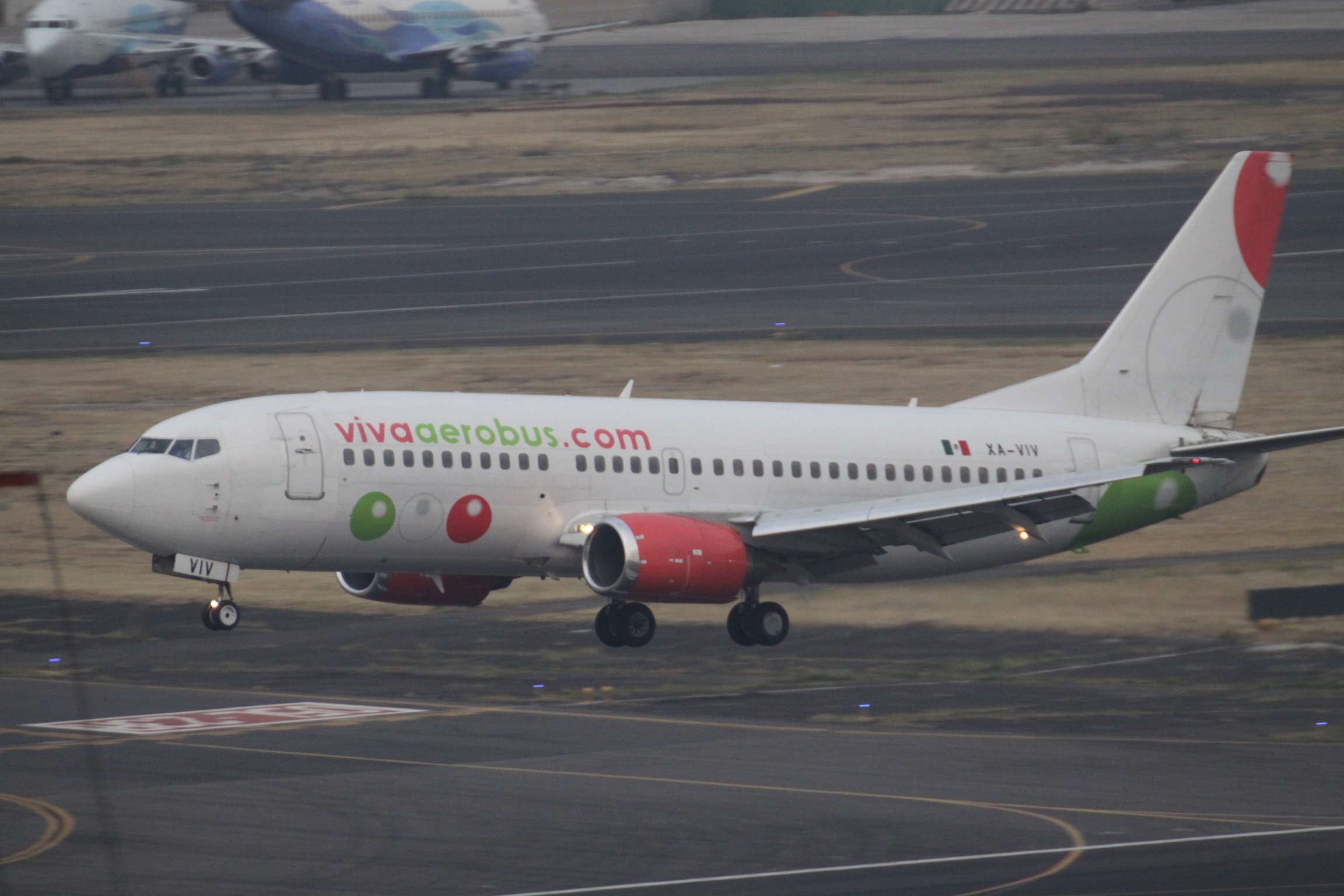
Viva Aerobus (XA-VIV) aterrizando en el Aeropuerto Internacional de la Ciudad de México.
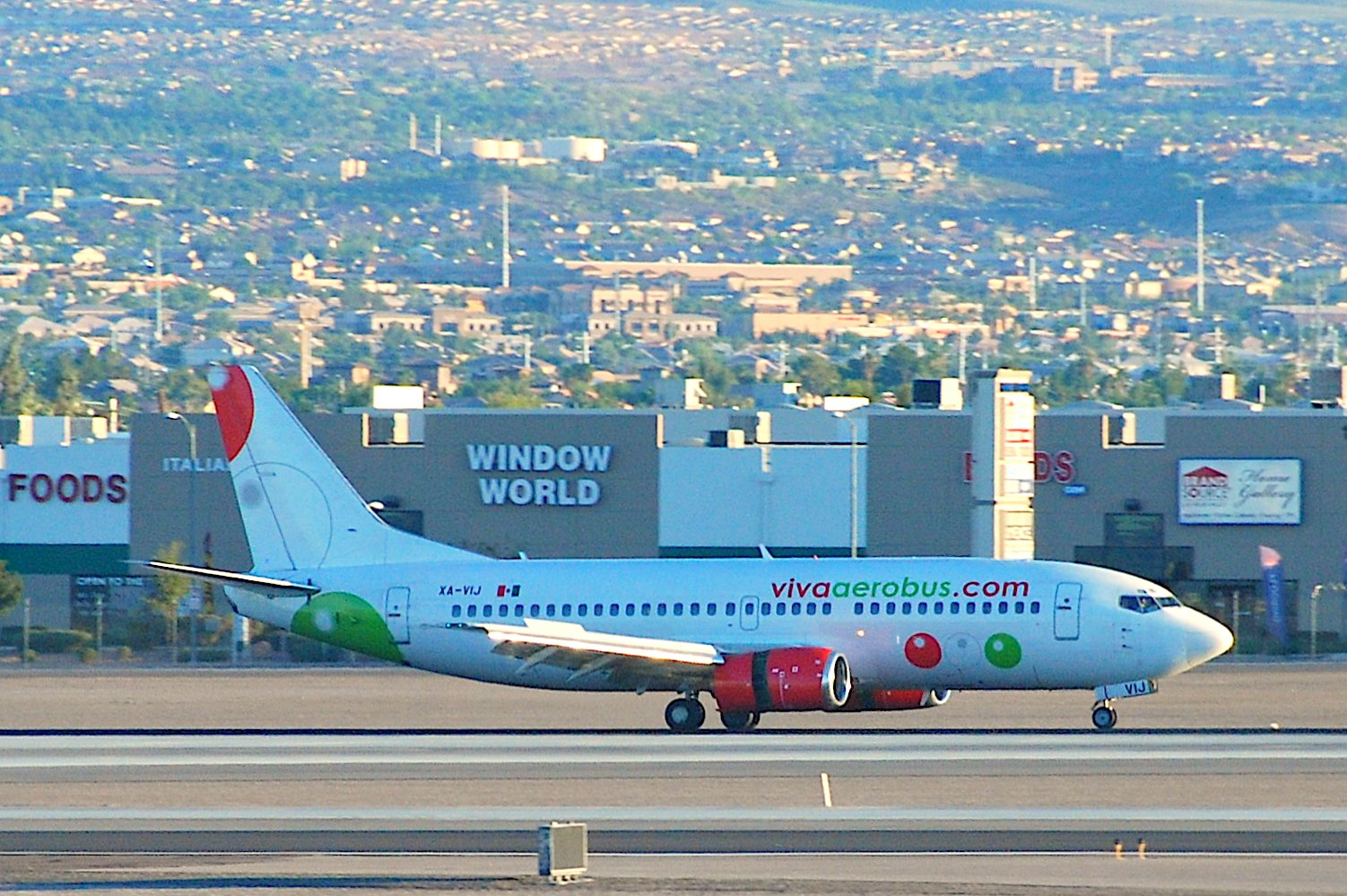
Viva Aerobus (XA-VIJ) en el Aeropuerto Internacional Harry Reid.
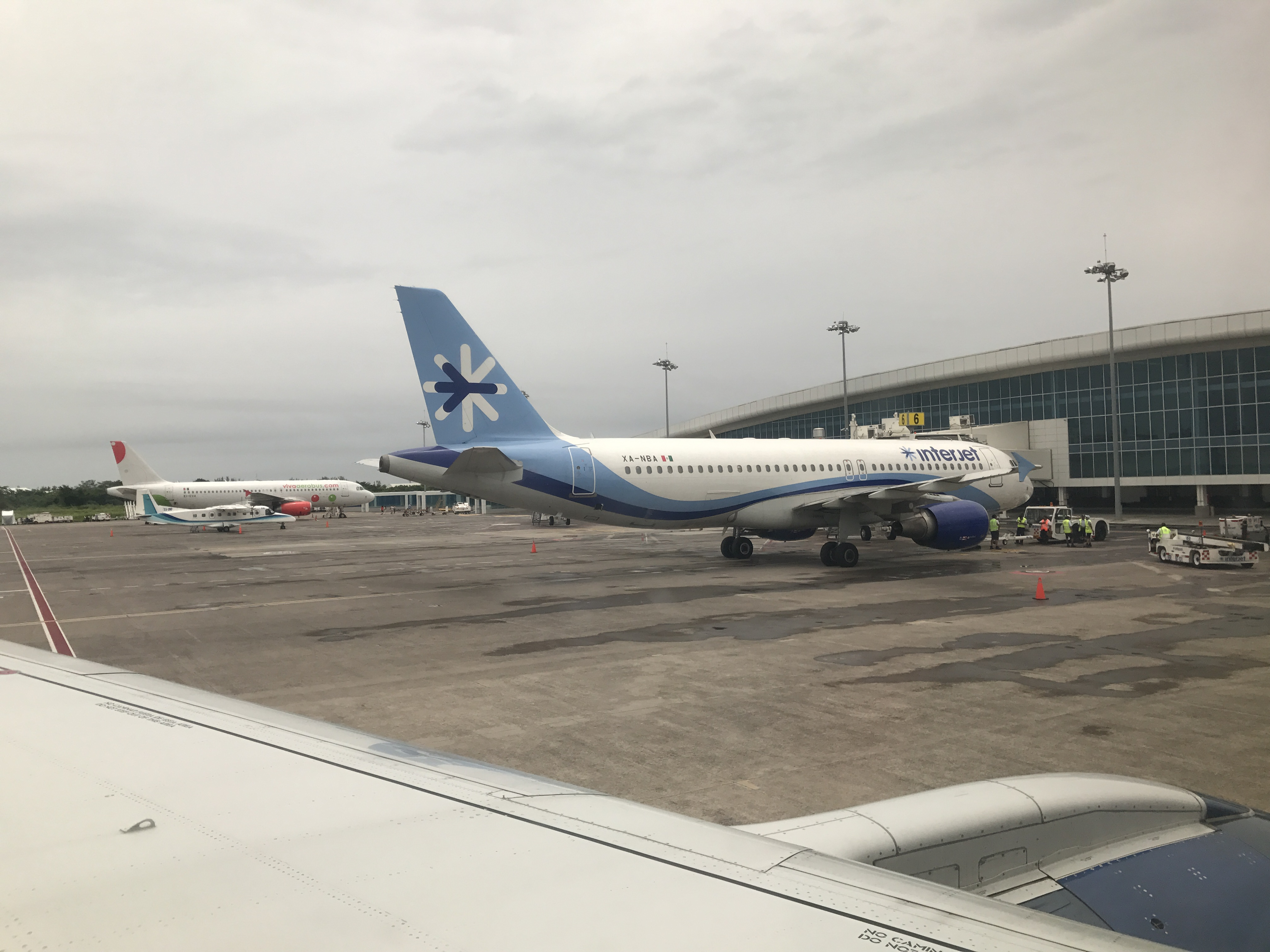
Al fondo: Viva Aerobus (EI-EUA) junto a un Dornier 228-212 de Mayair (XA-UNF) y un Airbus A320-214 de Interjet (XA-NBA) en el Aeropuerto Internacional de Veracruz.
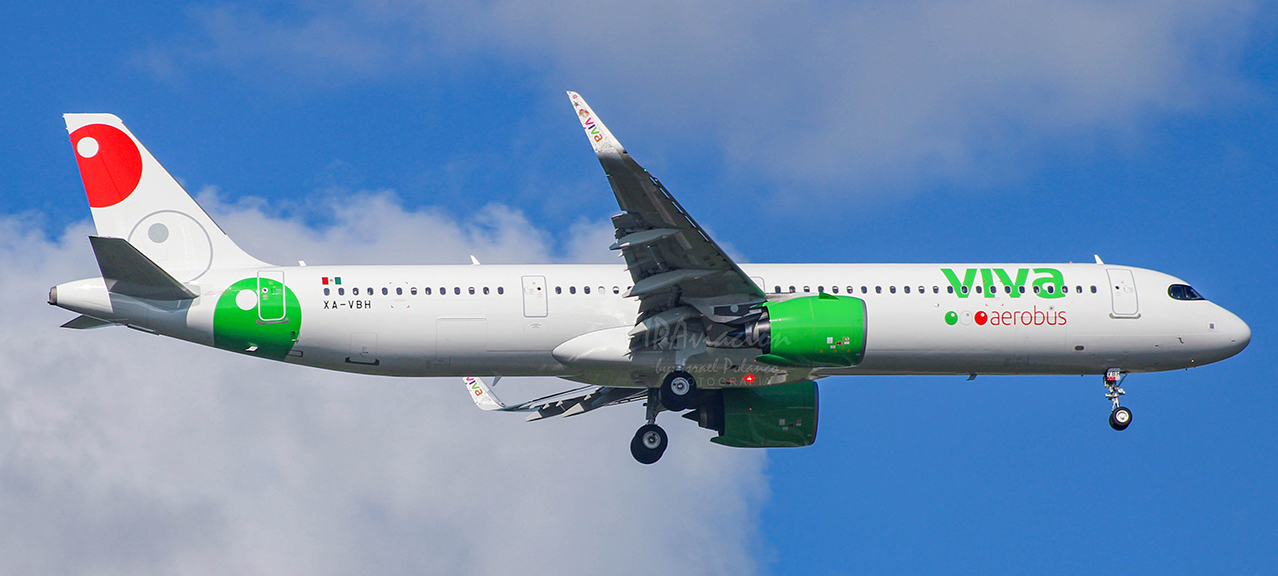
Viva Aerobus (XA-VBH) en su aproximación final al Aeropuerto Internacional de Cancún en su vuelo inaugural desde Monterrey.
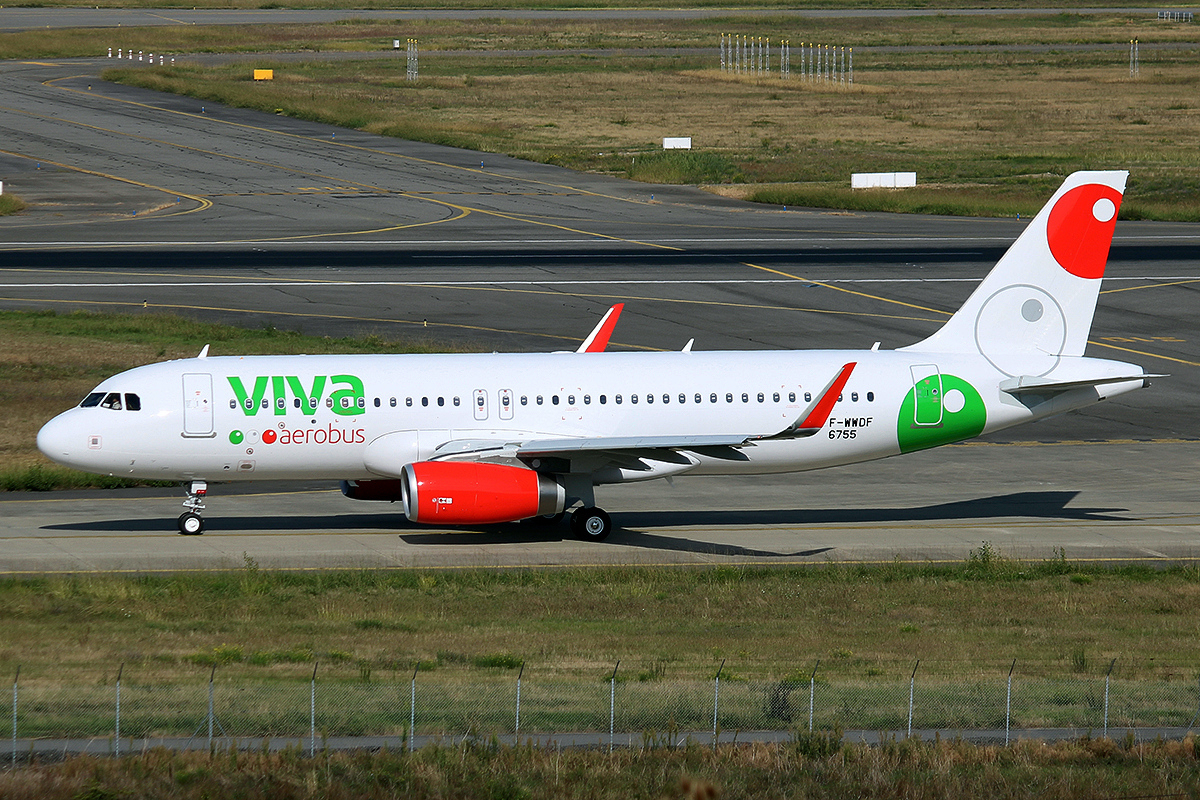
Viva Aerobus (F-WWDF) en el Aeropuerto de Toulouse-Blagnac.

## Accidentes e incidentes
- El 5 de octubre de 2016, el vuelo 2229 con ruta Hermosillo - Guadalajara, estuvo detenido 2 horas en el Aeropuerto Internacional de Hermosillo debido a una supuesta amenaza de bomba en la aeronave. Al lugar, acudieron elementos de la Policía Federal, bomberos de Hermosillo y personal de seguridad del aeropuerto para revisar el intento de bomba. Resultó ser una broma entre dos pasajeros, no existía tal bomba; las dos personas que argumentaron que existía una bomba en el equipaje de una de ellas, fueron detenidas por la Policía Federal.[23]

- El 18 de marzo de 2021, el vuelo 4343 con ruta Puerto Vallarta - Monterrey, correspondiente a un avión Airbus A320, tuvo una aparente falla en el tren de aterrizaje frontal unos instantes antes al despegue, lo que provocó la caída frontal de la aeronave sobre la cabecera de la pista 22. No se reportaron lesionados, sin embargo este incidente causó el cierre del aeropuerto de Puerto Vallarta durante varias horas, desviando diversos vuelos a destinos alternos.[24][25]

- El 17 de septiembre de 2021, el vuelo 5029 con ruta León - Tijuana, correspondiente a un avión Airbus A320, tuvo una falla en el motor derecho, el cual se incendió al poco tiempo de despegar del Aeropuerto Internacional del Bajío. A las 07:40 horas de ese mismo día, se realizó con éxito el aterrizaje de emergencia en el mismo aeropuerto. El vuelo fue retrasado por tres horas y finalmente se dirigieron a Tijuana a bordo de otra nave, matrícula XA-VAP. No se reportaron lesionados ni víctimas mortales, y las autoridades mexicanas investigan la causa del incendio del motor de la aeronave.[26]

- El 23 de agosto de 2022, el vuelo 518 con ruta Guadalajara - Los Ángeles, correspondiente a un avión Airbus A320, matrícula XA-VAJ, presentó una falla en el motor derecho debido a la fricción de metales dentro del mismo, esto posterior a su despegue del Aeropuerto Internacional de Guadalajara. El avión se mantuvo por 43 minutos en el aire para aterrizar de emergencia en el mismo aeropuerto de origen. No se reportaron heridos ni lesionados, solo pasajeros con crisis nerviosa.[27]

- El 19 de abril de 2023, el vuelo 3235 con ruta Puerto Vallarta - Guadalajara, correspondiente a un avión Airbus A320, matrícula XA-VXC, presentó una falla en el motor derecho debido a la explosión de la turbina en pleno vuelo, esto sucedió alrededor de las 16:04 horas desde su despegue del Aeropuerto Internacional de Puerto Vallarta. La tripulación activó los protocolos y regresó al aeropuerto de origen. Posteriormente, los pasajeros de la aeronave fueron desembarcados y se puso a disposición otro avión para que pudieran volar a su destino. Por otra parte, el avión se mantuvo en plataforma para sur revisión y mantenimiento correspondiente. No se reportaron heridos ni lesionados.[28][29]

- El 11 de diciembre de 2024. El vuelo 1000 de Viva Aerobus, que despegó de la Ciudad de México y se dirigía a Ciudad Juárez, tuvo un percance por presencia de humo en la cabina, lo que la obligó a aterrizar en un proceso de emergencia en el aeropuerto de Zacatecas.[30][31]